# アルストロメリア属

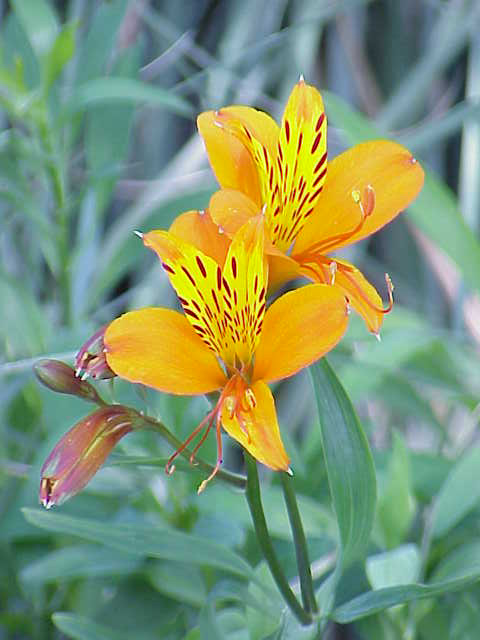
Alstroemeria aurantiaca

アルストロメリア属（Alstroemeria）は、単子葉植物の属の一つ。別名をユリズイセンといい、よく混同されるアルメリアは別種である。
分類体系により所属する科は異なり、新エングラー体系ではヒガンバナ科、クロンキスト体系ではユリ科、APG分類体系ではユリズイセン科（アルストロメリア科）に分類される。
本属は南アメリカ原産で約50種が知られる。いずれもアンデス山脈の寒冷地に自生する。1753年、南アメリカを旅行中だったカール・フォン・リンネ自らが種を採集した。リンネは親友のスウェーデンの男爵クラース・アルストレーマーの名にちなんで花に名を残した。
1926年に日本に渡来した。日本では長野県での生産が全国第1位、で愛知県、山形県が続く。4 - 7月にかけて花が咲く。花持ちが長い。

## 参考画像

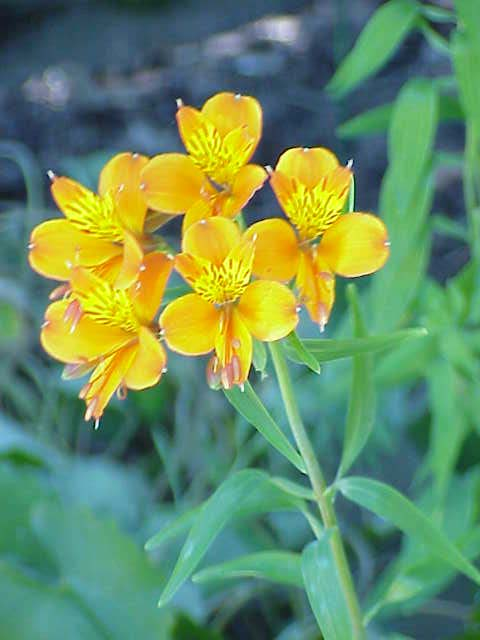
Alstroemeria aurea（Alstroemeria aurantiaca）
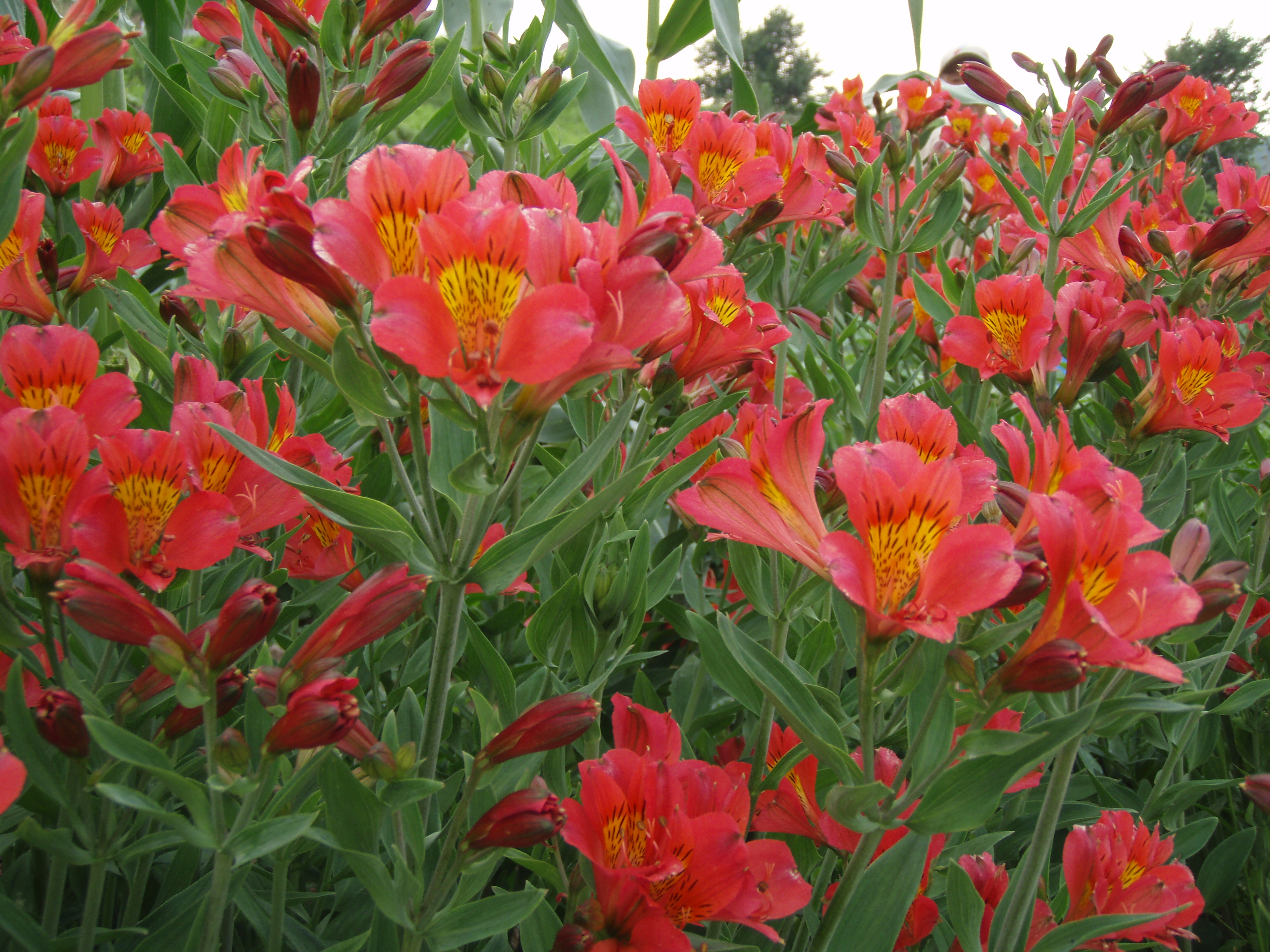
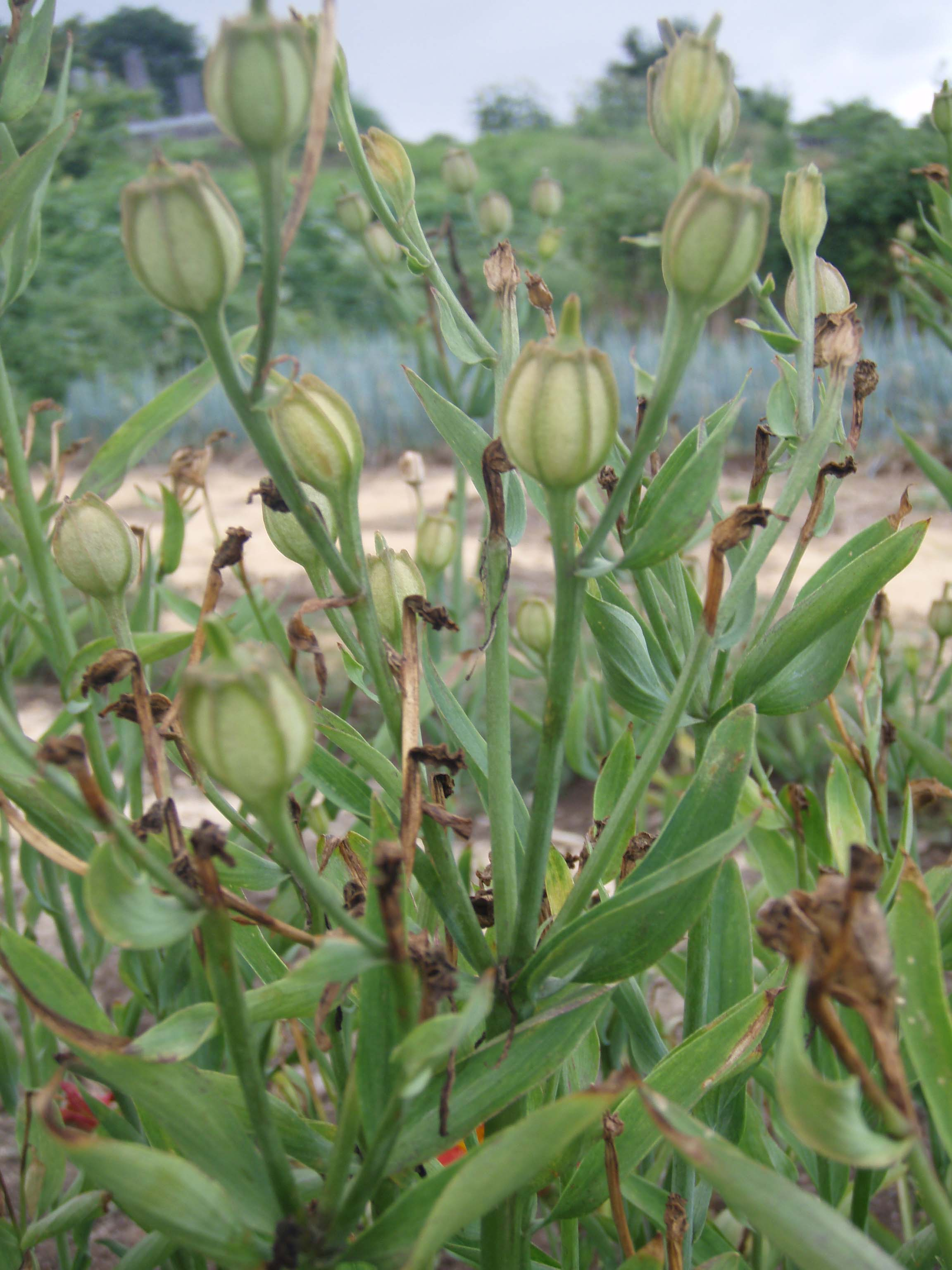
アルストロメリアの花が散った後